# Kamanjet Sallema
Kamanjet Sallema est une série télévisée tunisienne en langue arabe en quinze épisodes d'environ 60 minutes diffusée durant le mois de ramadan 2007 sur Tunisie 7.

## Sypnosis
Les Abdelmaksoud sont une famille de l'ancienne notabilité tunisoise. Hamza, héritier de cette grande famille et ministre plénipotentiaire, maintient sa position sociale dans les années 1970-1980. Après son décès, sa femme Akila dilapide sa fortune dans l'ostentatoire et le luxe ; il ne lui reste plus que la retraite de son mari et une demeure bourgeoise. Son fils, Mondher, vit chez elle avec sa femme médecin, Hasna, et leurs trois enfants, tout comme sa fille Thouraya.
Akila mène de façon autoritaire la vie de la maisonnée. Mondher, gâté par sa mère, perd son emploi à plusieurs reprises. Grâce aux relations de sa mère, il obtient un poste de directeur général adjoint dans la banque des collègues de son défunt père. De son côté, Hasna pourvoit à la majorité des besoins financiers de la maisonnée puisque les revenus d'Akila ne suffisent plus.
Sallema, fille de Hamza et Akila, violoniste douée et poussée par sa mère, échoue à un concours de violon et décède par la suite, laissant seuls son mari Mohsen et son fils Yassine. Thouraya culpabilise parce qu'elle était jalouse et souhaitait l'échec de sa sœur. Elle rend alors visite à Mohsen et Yassine, rendant Narjes, fiancée de Mohsen, jalouse. Thouraya, affectée, consulte un psychiatre, Nadhir.
Slim Mhadheb, un grand médecin, devient chef de service et donc le supérieur de Hasna et de sa collègue Neïla. On apprend que lui et Hasna étaient très amoureux et que Hasna l'a quitté, parce qu'il était un modeste fils de pêcheur, pour épouser Mondher, fils d'anciens notables.
Majed Ouediachi, un honnête commerçant, s'occupe de sa mère dépressive à cause de son mari qui l'a abandonnée. Il devient l'ami de Hayder Abdelmaksoud (fils de Mondher et Hasna), qui se détourne de lui et entre dans le commerce illégal avec une bande menée par Mkass, rival de Majed. Dans le même temps, Majed vit une histoire d'amour avec Saoussen, la sœur de Hayder.
Neïla, devenue jalouse de Hasna parce que Slim l'encourage à terminer sa thèse de doctorat, fait croire à tout le monde que Slim et Hasna sont amants, jusqu'à faire divorcer Hasna et Mondher. Neïla se marie alors avec ce dernier. Chokria, une ancienne amie de Hasna, arrive de Suisse avec sa fille, projette de se marier avec Hamda, père de Hasna dont elle a été l'élève, et tente de démontrer que Hasna n'a pas trompé Mondher.

## Distribution

### Acteurs principaux
- Sonia Meddeb : Hasna Zaier-Abdelmaksoud (médecin et épouse de Mondher Abdelmaksoud)
- Samia Rhaiem : Akila Abdelmaksoud (veuve du ministre plénipotentiaire Hamza Abdelmaksoud)
- Zouhair Raies : Mondher Abdelmaksoud (banquier, fils de Hamza et Akila et époux de Hasna)
- Salha Nasraoui : Thouraya Abdelmaksoud (styliste modéliste, fille de Hamza et Akila et sœur de Mondher)
- Lotfi Abdelli : Majed Ouediachi (commerçant)
- Naïma El Jeni : Neïla Bhira (médecin et amie de Hasna)
- Ali Bennour : Hamda Zaier (retraité, ancien professeur d'histoire et père de Hasna)
- Dorsaf Mamlouk : Chokria (riche veuve)
- Younes Ferhi : Slim Mhadheb (médecin, ancien fiancé de Hasna)
- Anouar Ayachi : Nadhir (psychiatre, ami de Slim)
- Mohamed Ali Ben Jemaa : Mohsen (informaticien, veuf de Sallema Adelmaksoud, fille de Hamza et Akila)
- Nedra Lamloum : Narjes (fiancée de Mohsen)
- Dalila Meftahi : Donia Ouediachi (architecte et mère de Majed Ouediachi)
- Sonia Ben Belgacem : Faïka (ancienne cadre bancaire et amie de Mondher)
- Fatma Zahra Maater : Saoussen Abdelmaksoud (lycéenne et fille de Mondher et Hasna)
- Donia Essaadi : Daad Abdelmaksoud (collégienne et fille de Mondher et Hasna)
- Kabil Sayari : Hayder Abdelmaksoud (lycéen puis universitaire et fils de Mondher et Hasna)
- Taoufik El Ayeb : Boujemaa (gardien de la demeure des Abdelmaksoud)

### Acteurs secondaires
- Slah Msadek : Mongi Saber (PDG d'une banque)
- Monia Ouertani : Wahiba Saber (épouse de Mongi)
- Rachid Gara : Tijani Ben Selma (actionnaire d'une banque)
- Samir Ayadi : Abdallah Mahfoudh (actionnaire d'une banque)
- Sadok Halouas : Mkass (vagabond voleur)
- Hamadi Louhaibi : Commissaire
- Latifa Gafsi : Salha (femme de ménage de la demeure des Abdelmaksoud)
- Mourad Karrout : Rabah Amara (architecte et propriétaire d'un bureau d'architecture)
- Farhat Jedidi : Mounir Fadhal (architecte et propriétaire d'un bureau d'architecture en sous-traitance)
- Fathi Dhehibi : Hédi (médecin-chirurgien)

## Fiche technique
- Scénario et dialogues : Ali Louati
- Musique du générique : Rabii Zammouri
- Réalisateur : Hamadi Arafa